# 笠松紫浪
笠松 紫浪（かさまつ しろう、明治31年（1898年）1月11日 - 平成3年（1991年）6月14日）は、大正時代から昭和時代にかけての浮世絵師、版画家。

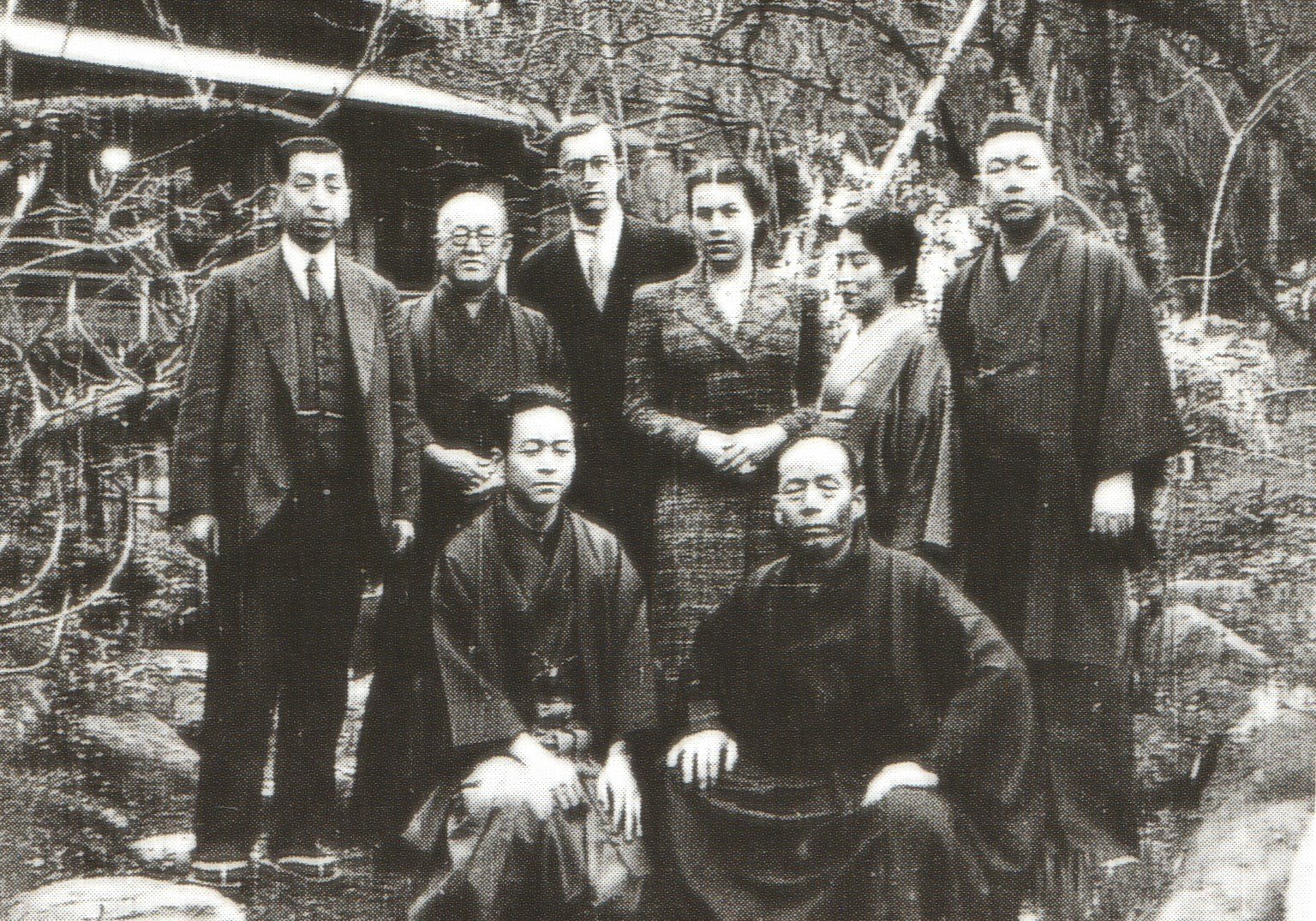
1列目左笠松紫浪、右渡辺庄三郎｡２列目左から2番目川瀬巴水、右端伊東深水と妻の好

## 来歴
鏑木清方の門人。本名は笠松四郎。紫浪と号す。明治31年（1898年）、東京、浅草に笠松弥三次の4男として生まれる。明治45年（1912年）4月、14歳の時、東京市立精華高等小学校を卒業後、鏑木清方に入門、伊東深水、川瀬巴水に続いて日本画を学んだ。大正4年（1915年）に17歳で、美術団体「巽画会」に初出品、入選をした。また、同年、清方の門人たちによって結成された「郷土会」に作品を発表し続けている。郷土会展には大正5年（1916年）の第2回展に「おそれ」、「京の雨」、「蝙蝠」を初出品、翌年の第3回展に「昼のしじま」を出品、以降、第5回、第6回展とたて続けに出品をし、昭和16年（1941年）開催の第16回展には「香と花」、「少女遊戯（手玉）」、「山の湯」、「柘榴」などを出品し続けている。師である清方の勧めにより、大正5年（1916年）頃から版画の制作を始めたとされる。大正8年（1919年）、渡辺版画店から新版画「青嵐」を第一作として発表、昭和16年（1941年）頃までに数10点の木版画を版行、新版画運動の旗手として活躍している。主に風景画のほか、生け花や能などを題材にした版画を残した。大正9年（1920年）春の年紀がある「おぼろ月」は、深川の木場辺りと思われる地点の春霞たなびく宵闇にかかる朧月を描いている。また、「お会式　雑司ヶ谷」は、江戸時代から続く鬼子母神の由緒ある年中行事「お会式」の様子を色鮮やかに描いている。
昭和7年（1932年）から再び木版画を制作し始めており、モダンな東京の風景を多く描いている。同年、渡辺版画店主催による『第三回現代創作木版画展覧会』に大判の「不忍池畔（霞む夕べ）」、「茶の湯」2点の作品を出品した。昭和8年（1933年）の第14回帝展に出品した「蕨を煮る」が初入選を果たす。以降、新文展に出品、第2回「防火演習」（二曲一双）、第3回「大謀網」、第5回「旗魚を追う　つきんぼ船」（二曲一双）、第6回「魚群来たる」と入選を重ねている。また、海洋美術展においては昭和15年（1940年）の第4回展にて「暁丸」、第5回展にて「鰹漁」が、第6回展にて「漁」が無鑑査で海軍大臣賞を受賞、3年連続で海軍大臣賞を受賞するなどして日本画壇で大いに活動した。さらに第7回海洋美術展には「雄魂護国」を無鑑査で出品、第8回展には「猛訓練」を海軍省依嘱画として特別出品している。昭和16年（1941年）の第1回航空美術展には「スケールモデル」を出品している。昭和17年（1942年）、第1回大東亜美術展覧会に「荒天出動」を、第2回展に「水雷艦隊」をそれぞれ招待作品として出品した。
第二次世界大戦後、画風を一変して昭和23年（1948年）頃から昭和25年（1950年）まで版元の渡辺金次郎から7点の木版画を発表し、昭和20年（1945年）ころから昭和35年（1959年）には芸艸堂から風景版画100点近くを発表した。なお、昭和29年（1954年）頃には三鷹に住み、昭和30年（1955年）以降は自画自刻自摺りによる創作版画の作品も制作、多くの秀作を残している。また、紫浪は個展を通じて、木版画の紹介に努めていたが、平成3年（1991年）6月14日に没した。享年93。

## 作品
- 「青嵐」 木版画 渡辺版 大正8年（1919年） 東京国立近代美術館所蔵
- 「初秋」 木版画 渡辺版 大正8年（1919年） 東京国立近代美術館所蔵
- 「うろこ雲」 木版画 渡辺版 大正8年（1919年） 東京国立近代美術館所蔵
- 「おぼろ月」 木版画 渡辺版 大正9年（1920年） 山梨県立美術館所蔵
- 「霞む夕べ-不忍池畔-」 木版画 渡辺版 昭和7年（1932年） 江戸東京たてもの園所蔵
- 「春の夜-銀座」 木版画 渡辺版 昭和9年（1934年） 江戸東京博物館所蔵
- 「浅草観音堂大提灯」 木版画 渡辺版 昭和9年（1934年） 江戸東京博物館所蔵
- 「お会式 雑司ヶ谷」 木版画 渡辺版 昭和9年（1934年） 江戸東京博物館所蔵
- 「雨の[[[新橋 (東京都港区)|新橋]]」 木版画 渡辺版 昭和10年（1935年） 江戸東京博物館所蔵
- 「霞む夕べ 不忍池畔」 木版画 昭和7年（1932年） 山梨県立美術館所蔵
- 「雨に暮るる塔 東京谷中」 木版画 昭和7年（1932年） 山梨県立美術館所蔵
- 「浅草観音堂大提灯」 木版画 昭和9年（1934年） 山梨県立美術館所蔵
- 「護国寺鐘楼（雪晴れ）」 木版画 昭和8年（1933年） 山梨県立美術館所蔵
- 「信州白骨温泉」 木版画 昭和10年（1935年） 山梨県立美術館所蔵
- 「桜 上野東照宮」 木版画 昭和10年（1935年） 山梨県立美術館所蔵
- 「お会式 雑司ヶ谷」 木版画 昭和9年（1934年） 山梨県立美術館所蔵
- 「浅春-茶の湯」 木版画 昭和5年（1932年） 山梨県立美術館所蔵
- 「夜雨 不忍池」 木版画 昭和13年（1938年） 山梨県立美術館所蔵
- 「東京近郊八景の内 行徳今井橋ノ深秋」 木版画 昭和14年（1939年） 浜松市美術館所蔵
- 「東京近郊八景の内 行徳今井橋ノ深秋」 木版画 昭和14年（1939年） 山梨県立美術館所蔵
- 「東京近郊八景の内 二子の黄昏」 木版画 昭和14年（1939年） 山梨県立美術館所蔵
- 「片瀬川月の出」木版画 昭和28年（1953年）、芸艸堂所蔵[1]
- 「うみうの群れ」 木版画  芸艸堂版  昭和32年（1957年）
- 「富士吉田」 木版画  芸艸堂版  昭和33年 （1958年）
- 「東京タワー」 木版画  芸艸堂版
- 「日本橋」 木版画  芸艸堂版

Works
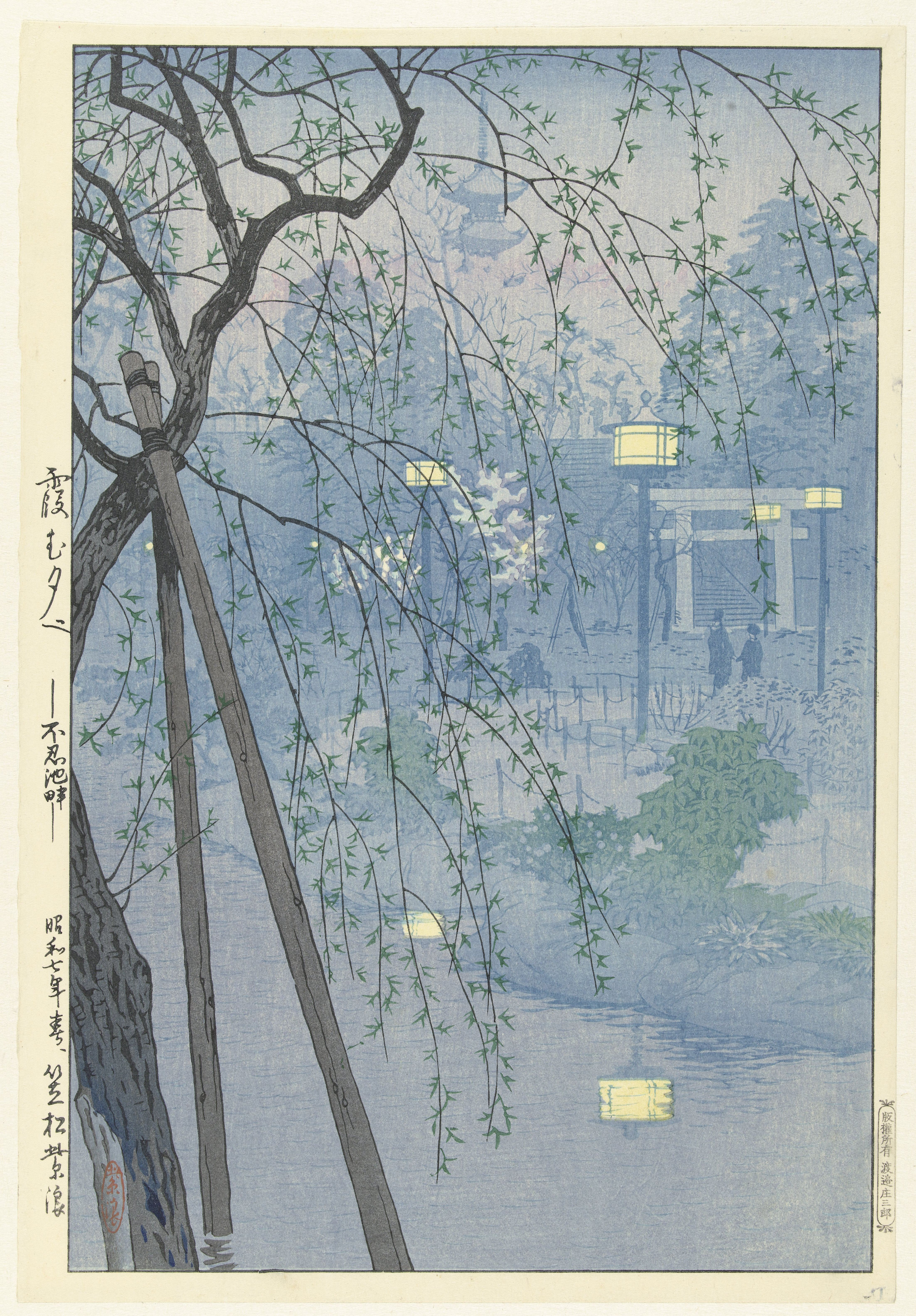
「霞む夕べ  - 不忍池」
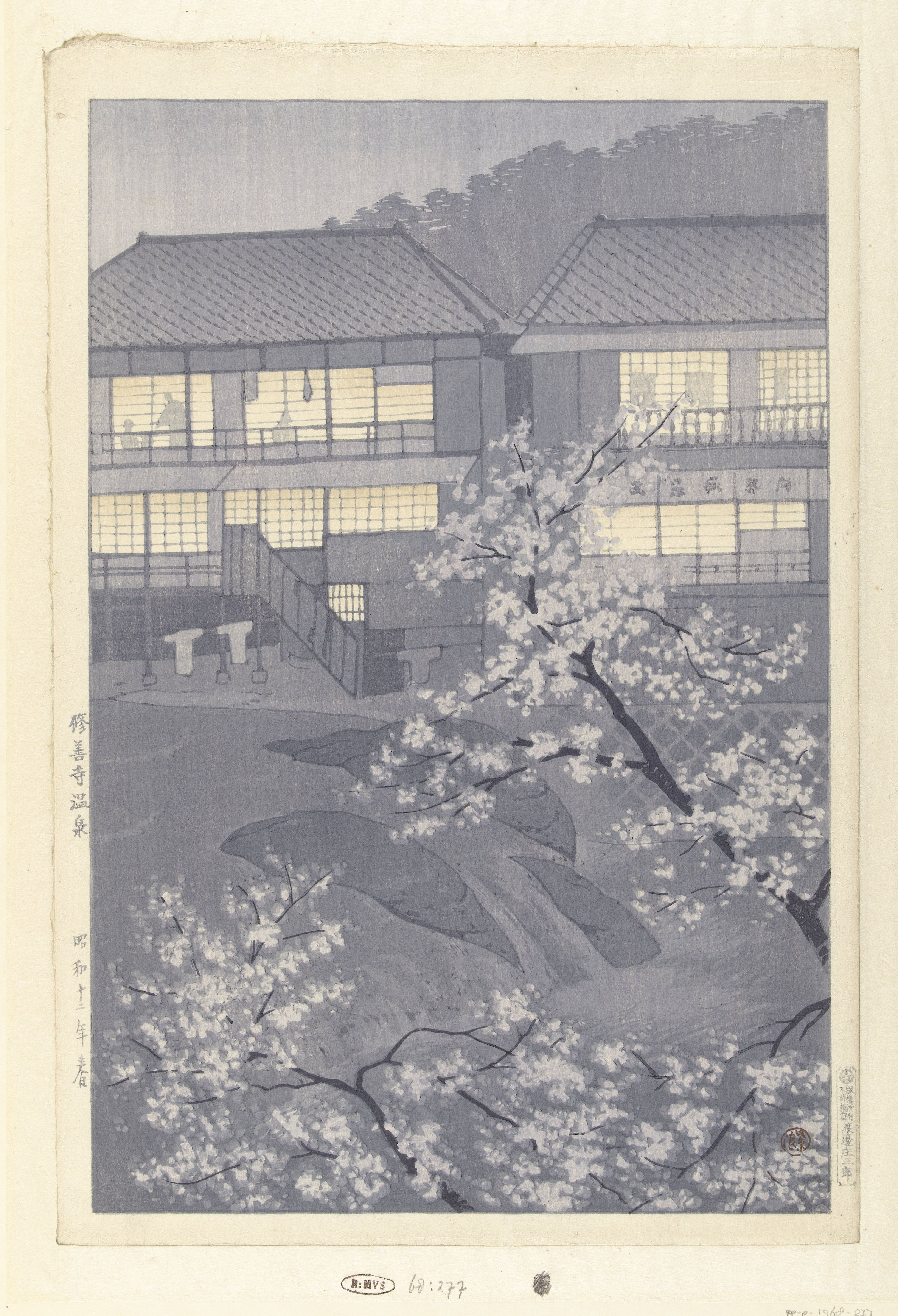
「修善寺温泉」
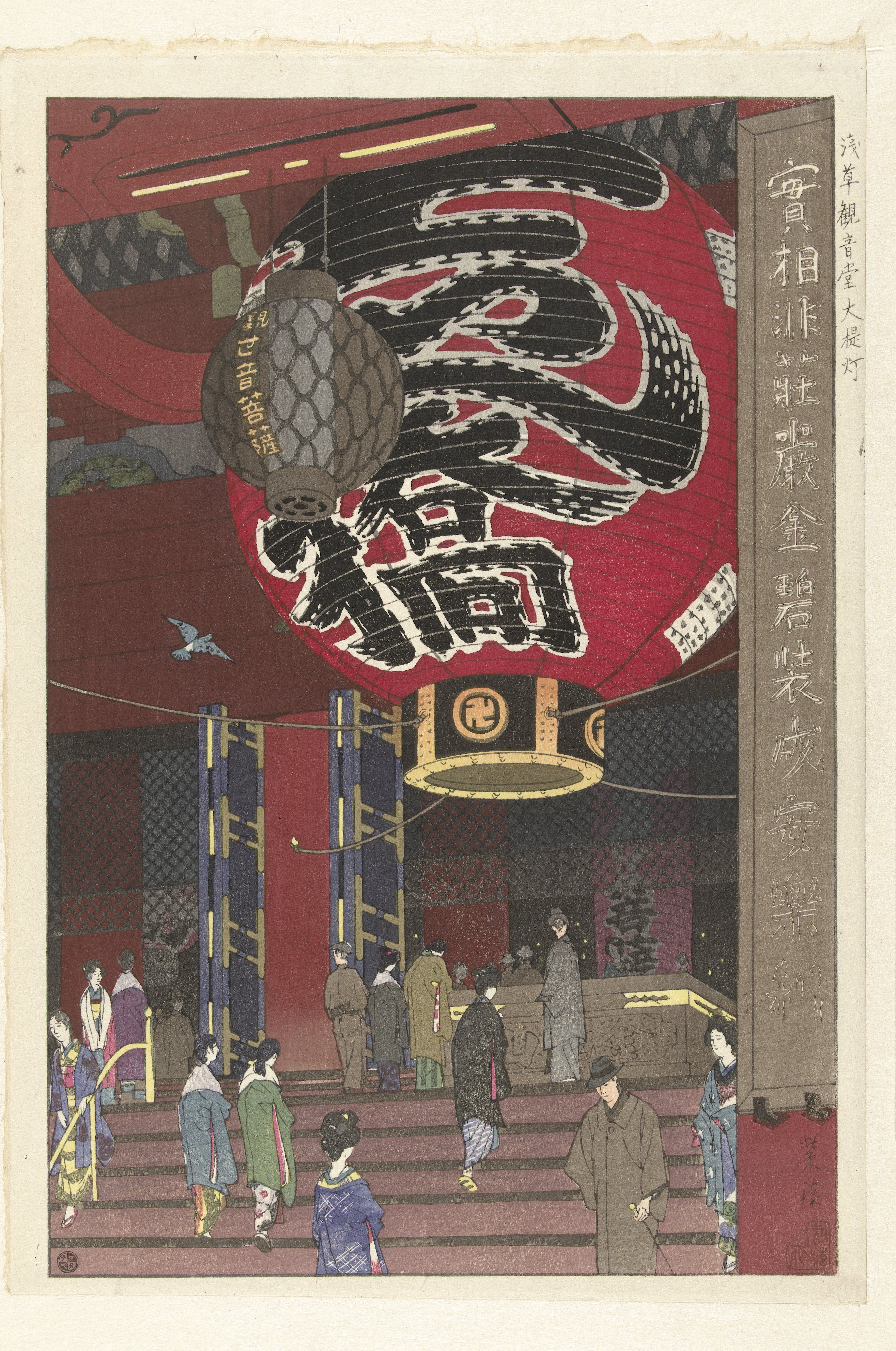
「浅草観音堂 大提灯」